# Макконнеллстаун (Пенсільванія)
Макконнеллстаун (англ. McConnellstown) — переписна місцевість (CDP) в США, в окрузі Гантінгдон штату Пенсільванія. Населення — 1208 осіб (2020).

## Географія
Макконнеллстаун розташований за координатами 40°27′51″ пн. ш. 78°4′2″ зх. д. / 40.46417° пн. ш. 78.06722° зх. д. (40.464060, -78.067217).  За даними Бюро перепису населення США в 2010 році переписна місцевість мала площу 8,32 км², уся площа — суходіл.

## Демографія
Згідно з переписом 2010 року, у переписній місцевості мешкали 1194 особи в 470 домогосподарствах у складі 358 родин. Густота населення становила 144 особи/км².  Було 501 помешкання (60/км²).
Расовий склад населення:
| - 98,0 % — білих - 0,6 % — азіатів - 0,3 % — корінних американців - 0,2 % — чорних або афроамериканців |

До двох чи більше рас належало 1,0 %. Частка іспаномовних становила 0,5 % від усіх жителів.
За віковим діапазоном населення розподілялося таким чином: 24,8 % — особи молодші 18 років, 56,7 % — особи у віці 18—64 років, 18,5 % — особи у віці 65 років та старші. Медіана віку мешканця становила 42,9 року. На 100 осіб жіночої статі у переписній місцевості припадало 96,1 чоловіків;  на 100 жінок у віці від 18 років та старших — 94,8 чоловіків також старших 18 років.
Середній дохід на одне домашнє господарство  становив 65 346 доларів США (медіана — 55 804), а середній дохід на одну сім'ю — 72 572 долари (медіана — 62 500). Медіана доходів становила 45 625 доларів для чоловіків та 35 114 долари для жінок. За межею бідності перебувало 8,7 % осіб, у тому числі 16,6 % дітей у віці до 18 років та 1,3 % осіб у віці 65 років та старших.
Цивільне працевлаштоване населення становило 570 осіб. Основні галузі зайнятості: освіта, охорона здоров'я та соціальна допомога — 26,5 %, мистецтво, розваги та відпочинок — 11,9 %, публічна адміністрація — 11,8 %.